# Atkins-Diät
Die Atkins-Diät, benannt nach ihrem Erfinder Robert Atkins, ist eine Mode-Diät nach dem Low-Carb-Prinzip. Sie reduziert die Aufnahme von Kohlenhydraten am Anfang drastisch und nutzt Fett als Hauptenergieträger sowie Protein als Lieferant von Aminosäuren. Dieser Ansatz soll nach Ansicht der Anhänger der Atkins-Diät den Körper dazu zwingen, Fett zur Energiegewinnung in Ketonkörper zu verwandeln.
Die von Atkins 1989 gegründete Atkins Nutritionals Inc. war eine schnell wachsende Firma, die Millionen von Menschen, die sich dem low carbohydrate lifestyle verschrieben hatten, mit einer breiten Palette von entsprechenden Produkten versorgte. Nach dem Abebben der „Atkins-Welle“ in den USA ging es jedoch mit dem Unternehmen steil bergab. Am 31. Juli 2005 verkündete ein Unternehmenssprecher, dass Atkins Nutritionals Inc. Insolvenz beantragt habe. Das Insolvenzverfahren wurde 2007 erfolgreich beendet und das Unternehmen 2010 an Roark Capital verkauft.

## Die Prinzipien der Atkins-Diät
Als Atkins in den 1970er Jahren sein Diätbuch veröffentlichte, hieß seine Devise: Erlaubt sind Fett und Protein, verboten ist eine Menge von über 5 g Kohlenhydrate pro Tag während der 14-tägigen Einstiegsphase I. Später hat er dieses Prinzip modifiziert, so dass Kohlenhydrate nun auch in der Einstiegsphase in kleinen Mengen (bis 20 g pro Tag) Bestandteil der Diät sind. Die kohlenhydratarme Kost soll den Blutzuckerspiegel niedrig halten. Vitamine und Mineralstoffe sollen durch Zusatzpräparate aufgenommen werden. Wesentlich ist, dass der Körper Protein im Gegensatz zu Kohlenhydraten nicht speichern kann, so dass überschüssiges Protein ausgeschieden wird. So bleibt zur Energiegewinnung vor allem Fett.
Bei der Atkins-Diät gibt es vier verschiedene Phasen, die sich durch unterschiedliche Zufuhrmengen an Kohlenhydraten unterscheiden. Personen mit starkem Übergewicht sollen mit Phase 1 anfangen, um möglichst schnell in die Lipolyse, speziell die so genannte Ketose zu kommen, bei der vom Körper Fett verbraucht wird. Die Phasen 2 und 3 bedeuten ein Herantasten an eine höhere Kohlenhydratmenge, bei der der Klient dennoch weiter abnimmt. In Phase 4 isst der Klient schließlich so viele Kohlenhydrate, dass er weder ab- noch zunimmt. Phase 4 verstand Atkins als lebenslange Ernährungsform, vergleichbar mit der heutigen LOGI-Methode.
In seinem ersten Buch Die Diät-Revolution weist Atkins mehrfach darauf hin, dass keine Kalorien gezählt werden müssen. Auch Sport ist für den Erfolg der (originalen) Atkins-Diät nicht nötig.
Laut Atkins sollten Nahrungsergänzungsmittel, Vitamine und Mineralstoffe durch Zusatzpräparate aufgenommen werden, da sonst ein Mangel entsteht.

### Die Ketose
Vom Körper aufgenommene Kohlenhydrate werden in Energie oder Körperfett verwandelt. Werden mit der Nahrung keine Kohlenhydrate zugeführt, so stellt der Körper den Stoffwechsel auf Fettverwertung um. Dabei werden Fettsäuren in der Leber als Glucoseersatz in sogenannte Ketonkörper verwandelt. Ketone entstehen grundsätzlich bei jedem Fasten, sobald der Körper auf Stoffwechsel von körpereigenen Fetten umschaltet. Eine erhöhte Konzentration wird als Ketose bezeichnet, erkennbar an deutlichem Mundgeruch als Folge des Stoffwechselproduktes Aceton. Vermehrte Ketonkörper im Blut sollen appetithemmend wirken. Abgeleitet vom Wort ‚Ketose‘ bezeichnen sich die Atkins-Anhänger auch als „Ketarier“.

### Phase I (Einleitungsdiät)
Hier sollten 14 Tage lang nur bis zu 20 g Kohlenhydrate täglich gegessen werden. Fleisch bietet laut Atkins neben Eiern die optimale Kombination an Aminosäuren. Auch Soja-Produkte können verwendet werden. Die erlaubte Kohlenhydratmenge sollte als Salat und Gemüse aufgenommen werden, um Verstopfungen zu vermeiden. Brot ist verboten.
Es wird empfohlen, die Atkins-Diät mit einem Arzt abzusprechen, um die Änderung der Blutwerte zu überprüfen. Durch die sehr geringe Menge an Kohlenhydraten ist der Körper schnell gezwungen, zur Energiegewinnung auch Fett heranzuziehen. Die dabei als Zwischenprodukt auftretenden Ketonkörper können mit Hilfe von sogenannten Ketosticks im Urin nachgewiesen werden.

### Phase II (grundlegende Reduktionsdiät)
Im Anschluss an Phase I wird die Ernährung weitergeführt; nun können nach der Modifikation der Diät Woche für Woche mehr nährstoffreiche Kohlenhydrate wie Gemüse, Nüsse, Beeren, Samen und auch Bohnen und Hülsenfrüchte in die Ernährung eingebaut werden. Dabei soll die Menge an täglich zugeführten Kohlenhydraten jede Woche um 5 g erhöht werden, so dass in der ersten Woche auf 25 g Kohlenhydrate, in der zweiten Woche auf 30 g usw. erhöht wird.
Sobald man nicht mehr abnimmt, soll die Kohlenhydratmenge wieder um 5 g verringert werden. Man kennt nun die Mengen an Kohlenhydraten, die man maximal verzehren darf, um weiter abzunehmen. Bei den meisten Menschen soll die Menge dauerhaft zwischen 40 und 60 g liegen.

### Phase III (Vor-Erhaltungsdiät)
Nun soll die Gewichtsabnahme nahezu stagnieren. Dazu können wieder die Kohlenhydratmenge jeder Woche um 10 g erhöht oder an zwei Tagen in der Woche zusätzlich 20 bis 30 g Lebensmittel mit einer hohen Nährstoffdichte zur Nahrung ergänzt werden, solange man immer noch abnimmt.

### Phase IV (lebenslange Erhaltungsdiät)
Ist das Zielgewicht erreicht, erhöht sich die Auswahl an erlaubten Lebensmitteln drastisch: Empfohlen wird viel Gemüse, viel Fisch und auch Obst. Teigwaren und Kartoffeln werden aber weiterhin nur in Ausnahmefällen genossen. Die Phase 4 ist als dauerhafte Ernährungsform zu verstehen.

## Diskussion

### Studien
Im April 2003 veröffentlichte die renommierte Medizinzeitschrift Journal of the American Medical Association (JAMA) die erste systematische Datenauswertung aus 96 relevanten Studien (aus 2.503 Artikeln zwischen 1966 und 2003) bezüglich der Wirksamkeit und Sicherheit von Niedrig-Kohlenhydratdiäten. Ergebnis dieser Meta-Auswertung (d. h. einer Studie, die den bisherigen Forschungsstand zusammenfasst) war die Feststellung einer nicht ausreichenden Datenlage in der Forschung, um eine fundierte Empfehlung für oder gegen Low-Carb-Diäten bezüglich Wirksamkeit und Sicherheit für breitere Bevölkerungsgruppen zu machen, speziell für stark kohlenhydrat-reduzierte Diäten, lange Zeiträume und ältere Patienten.
In einzelnen Studien wurden hingegen positive Folgen gefunden. Bei einer randomisierten Vergleichsstudie von vier Diäten (Atkins-Diät, ZONE, Ornish und eine traditionelle Low-Fat-Diät), die 2007 im JAMA publiziert wurde, wurden die 300 Probandinnen zunächst acht Wochen lang in jeweils einem der vier Ernährungsansätze geschult; im darauffolgenden Jahr wurden sowohl die Gewichtsabnahme als auch die Entwicklung der wichtigsten Risikofaktoren für Herzkreislauferkrankungen untersucht. Der Studie zufolge verloren die Probandinnen der Atkins-Gruppe mit 4,7 kg in zwölf Monaten das meiste Gewicht. Die Studie merkt jedoch an, dass dieser Gewichtsverlust relativ gering sei. Es wurden keine negativen Auswirkungen auf die Cholesterin- und Insulinwerte festgestellt; die Werte für die Risikofaktoren Bluthochdruck, Blutfettwerte und Blutzuckerspiegel waren entweder von anderen Diätgruppen nicht zu unterscheiden oder sogar besser. Die Frage, ob die ggf. bessere Entwicklung der Risikofaktoren in der Atkins-Gruppe auf den größeren Gewichtsverlust oder die Restriktion der Kohlenhydrate zurückzuführen ist, konnte der Leiter der Studie nicht beantworten.

### Kritik
Die Atkins-Diät ist umstritten und wird von vielen Ernährungsexperten und von der Deutschen Gesellschaft für Ernährung (DGE) als zu einseitig und potenziell gesundheitsschädlich abgelehnt. Der Fettgehalt der Atkins-Diät liegt bei über 50 Prozent, die Diät ist damit laut DGE-Empfehlung nicht ausgewogen. Es gelten die gleichen Kritikpunkte wie für andere Low-Carb-Diäten.
Eine Langzeitstudie von 2010 an Kindern und jungen Erwachsenen deutet jedoch eine gesundheitliche Unbedenklichkeit ketogener Diäten auch über längere Zeiträume an.
Bei kranken Menschen, insbesondere bei internistischen Erkrankungen wie Stoffwechselstörungen (z. B. Diabetes mellitus) oder Störungen der Tätigkeit der inneren Organe (z. B. Niereninsuffizienz), gehen einseitige Diäten immer mit besonderen und erhöhten Risiken einher, weswegen sie niemals ohne gute ärztliche Beratung durchgeführt werden sollten.
2005 wurde das Ergebnis amerikanischer Forscher veröffentlicht, dass die Atkins-Diät auf Grund der Ketosewirkung zu einem signifikanten Anstieg der Methylglyoxal-Produktion führt. Dieser chemischen Verbindung wird zelltoxische Wirkung zugeschrieben, und sie kann vor allem bei Diabetikern zu Gefäß- und Gewebeschädigungen führen. Einzelne Fälle von lebensbedrohlicher Azidose sind bekannt.
Das Deutsche Ärzteblatt berichtete 2005, dass bei den „kohlenhydratarmen Diäten erwartungsgemäß eine Tendenz zu höheren LDL-Cholesterin-, Harnsäure- und Harnstoffwerten sowie ein erhöhtes Nierensteinrisiko festgestellt“ werden konnte. Auf die Gesamt-Serumtriglyceride hätten diese Diäten allerdings stets einen positiveren Effekt gehabt als mäßig kalorienreduzierende, übliche Diäten.
Patienten mit Niereninsuffizienz und Diabetiker mit bestehender oder beginnender Niereninsuffizienz, insbesondere wenn Letztere mit Metformin behandelt werden, wird von Medizinern von der Atkins-Diät abgeraten, da der Zustand der Ketose ein zusätzliches Risiko darstellen kann, eine lebensbedrohliche Laktatazidose zu entwickeln. Die Symptome ähneln einer Ketoazidose, jedoch handelt es sich hierbei um eine Übersäuerung des Blutes in Folge von zu viel Laktat. Diese Nebenwirkung von Metformin ist bekannt. Eine Akkumulation und dadurch bedingte zu hohe Konzentration von Ketonkörpern im Blut tritt äußerst selten bei Diabetes Typ II auf, da noch körpereigenes Insulin gebildet wird. Insulin stoppt die Bildung von übermäßigen Ketonkörpern indirekt, indem es den Abbau von Fetten – die Lipolyse – hemmt. Ohne Lipolyse können keine neuen Ketonkörper gebildet werden. So besteht das Risiko für eine Ketoazidose vorwiegend bei Typ I Diabetes, da körpereigenes Insulin fehlt und eine Begrenzung der Ketonkörperbildung nicht automatisch erfolgt. Es kann entsprechend nur zu einer Ketoazidose kommen, wenn ein absoluter Energiemangel besteht UND absoluter Insulinmangel. Ausnahme: Behandlung eines Diabetes Typ II mit SGLT-2-Inhibitoren kann zu einer Ketoazidose führen. Die kombinierte Therapie mit SGLT-2-Inhibitoren und Metformin auch zu einer gemischten Form von Laktat- und Ketoazidose.
Eine prospektive Kohortenstudie mit 40.000 schwedischen Frauen, die 2012 veröffentlicht wurde, ergab, dass Low-Carb-High-Protein-Diäten das Risiko für Herz-Kreislauf-Krankheiten wie Herzinfarkt oder Schlaganfall erhöhen. Die Studie geht davon aus, dass Low-Carb-Diäten im Allgemeinen auch High-Protein-Diäten sind, möchte aber keine Aussagen machen über Diäten, bei denen dieser Zusammenhang nicht besteht.
Die Studie nimmt auch an, dass für die negativen Folgen die regelmäßige (dauerhafte) Einnahme der Diät und die Nicht-Berücksichtigung der Natur der Kohlenhydrate und der Quelle der Proteine entscheidend ist. Laut Spiegel gebe es Hinweise darauf, dass die negativen Folgen der Diäten nicht auf die Effekte von Kohlenhydraten und Proteinen selbst zurückzuführen seinen, sondern auf andere Veränderungen in der Nährstoffzusammensetzung, die durch eine geänderte Auswahl von Nahrungsmitteln im Falle von Low-Carb (weniger Obst, Gemüse & Getreide) und High-Protein (mehr tierische Lebensmittel) entstehen. Der Spiegel berichtet auch, dass sich die Frauen in der Studie häufig nicht tatsächlich an die Vorgaben beworbener Diäten hielten, sondern sich mehr „ausgewogen ernährten“. Unter geänderten Bedingungen könnten Low-Carb-Diäten „ernährungswissenschaftlich akzeptabel“ sein.
Laut einer Studie vom Johns Hopkins Children’s Center, an der 101 Epilepsie-Patienten im Alter von 2 bis 26 Jahren teilnahmen und sich (unter ärztlicher Anleitung und Kontrolle) ketogen ernährten, litten diese seltener oder nicht mehr an unkontrollierten Krampfanfällen. Nach einer 16-monatigen bis 8-jährigen ketogenen Diät konnten bei diesen Patienten keine durch diese Ernährungsweise induzierten gesundheitlichen Schäden nachgewiesen werden.
Aus der in diesem Abschnitt dargestellten Kritik ergeben sich insgesamt keine stichhaltigen Hinweise dafür, dass bei ansonsten gesunden Menschen von der Atkins-Diät kurzfristig oder langfristig negative Folgen für die Gesundheit zu erwarten sind  – sofern die Diät tatsächlich vorgabengemäß durchgeführt wird. Bei Abweichungen von den Diätvorgaben oder bestimmten Erkrankungen kann von einer gesundheitlichen Unbedenklichkeit nicht mehr ohne Weiteres ausgegangen werden. Eine geeignete Beratung durch einen guten Arzt, welcher sich auf Ernährungsfragen spezialisiert hat, oder einem zertifizierten Ernährungsberater im Vorfeld und / oder während der Diät ist immer zu empfehlen.

### Missverständnisse über die Diät
Es herrscht weitverbreitet die fälschliche Meinung, dass die Atkins-Diät die Aufnahme von unbegrenzten Mengen an fetten Mahlzeiten und Käse befürwortet. Das ist die Schlüsselthese der Aufklärung, auf die Atkins sich in der aktuellen Überarbeitung seines Buches richtet. Wenngleich die Atkins-Diät keine Kalorienbegrenzung oder absolute Grenzwerte für Proteine kennt, weist Atkins in seinem Buch darauf hin, dass dieser Plan „kein Freibrief zum Vollstopfen“ ist. Die Leiterin für Forschung und Ausbildung bei Atkins Nutritionals, Collette Heimowitz, teilte mit, dass „die Medien und Gegner von Atkins die Diät oft aus Sensationslust vereinfachen als die Soviel-Steak-wie-Sie-essen-können-Diät. Dieses entspricht nicht der Wahrheit.“
Ein weiteres verbreitetes Missverständnis entsteht aus der Verwirrung zwischen der Einleitungsphase und dem Restverlauf der Diät. Die ersten zwei Wochen der Atkins-Diät sind mit nur 20 g an Kohlenhydraten, die pro Tag erlaubt sind, streng. Atkins erklärt, dass man während der Diät ohne Risiko für einige Monate in der Einleitungsphase bleiben kann, wenn man viel Gewicht verlieren möchte. Die Einleitung jedoch ist lediglich eine Phase, um den Körper an Fett zu gewöhnen und um den Heißhunger auf unakzeptables Essen zu stillen. Allmählich wird die Kohlenhydrataufnahme erhöht, um die Gewichtsabnahme zu verlangsamen, und mehr akzeptable Nahrung (Beeren, mehr Milchprodukte, Nüsse etc.) hinzugefügt. Allerdings bleiben die Kohlenhydrate noch immer deutlich unter der USDA-Norm. Sobald die gewünschte Gewichtsabnahme erreicht ist, wird die Kohlenhydrataufnahme wiederum erhöht und in Balance gebracht, so dass das Gewicht stabil bleibt. Die Kohlenhydrataufnahme kann dann unter oder über der USDA-Norm liegen, abhängig vom individuellen Stoffwechsel, dem Alter und dem Trainingszustand.